# Поль Шабас
Поль Еміль Шабас (також Шаба, фр. Paul Émile Chabas; нар. 1869 в Нанті, пом. 1937 у Парижі, Франція) — французький художник.
Навчався в Академії витончених мистецтв (фр. Académie des Beaux-Arts), його вчителем був Вільям-Адольф Бугро (фр. William-Adolphe Bouguereau). Писав портрети й оголену натуру, на його роботи мали істотний вплив численні поїздки, в тому числі до Норвегії, Алжиру та Греції. Виставлявся в Паризькому салоні, де здобув кілька нагород. Лицар ордена Почесного легіону.

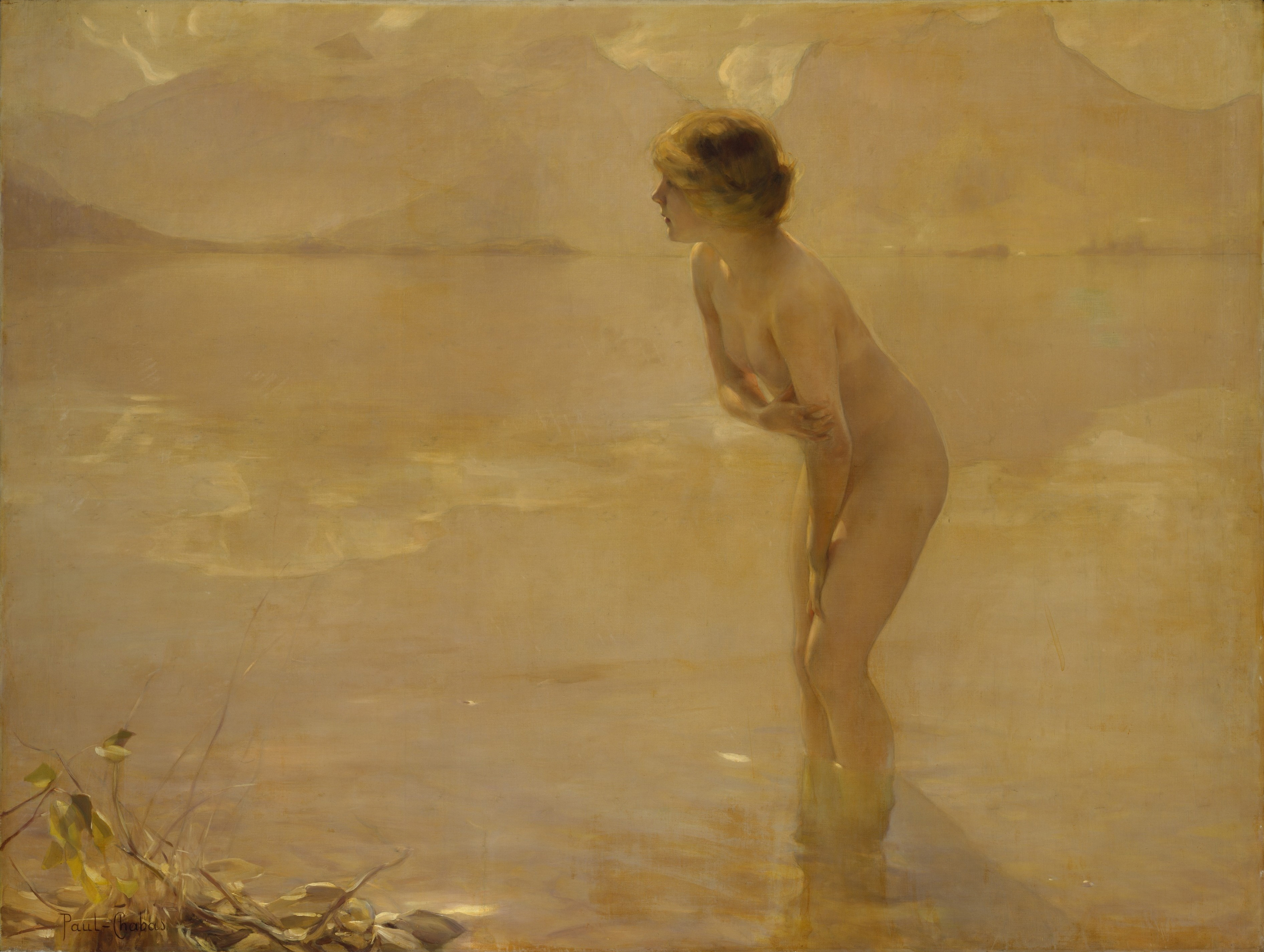
Поль Шабас, Вересневий ранок, 1912, олія. Музей мистецтва Метрополітен

Найбільшу популярність здобули картини оголеної натури. Одна з його картин, «Вересневий ранок» (фр. Matinée де Septembre), написана 1912-го, призвела до секс-скандалу в Нью-Йорку. Образ був створений протягом трьох років у Франції, виставлений у Паризькому салоні, де відзначений золотою медаллю, не викликаючи суперечки. Художник вирішив продати цю картину в Сполучених Штатах, в надії на більш високу ціну. Твір, виставлений у вітрині галереї на Мангеттені, збурив пуритансько орієнтовану частину суспільства. Судовий процес і галас у пресі призвели до того, що картина стала дуже популярною. Було продано мільйони копій, завдяки репродукціям у книжках, журналах, на листівках, бомбоньєрках, та навіть на парасольках і підтяжках. Образ став одночасно символом кічу і успіху, досягнутого завдяки скандалу. Проте це була одна з найпопулярніших картин на початку двадцятого століття. Вона справила істотний вплив на масову культуру США.

## Галерея

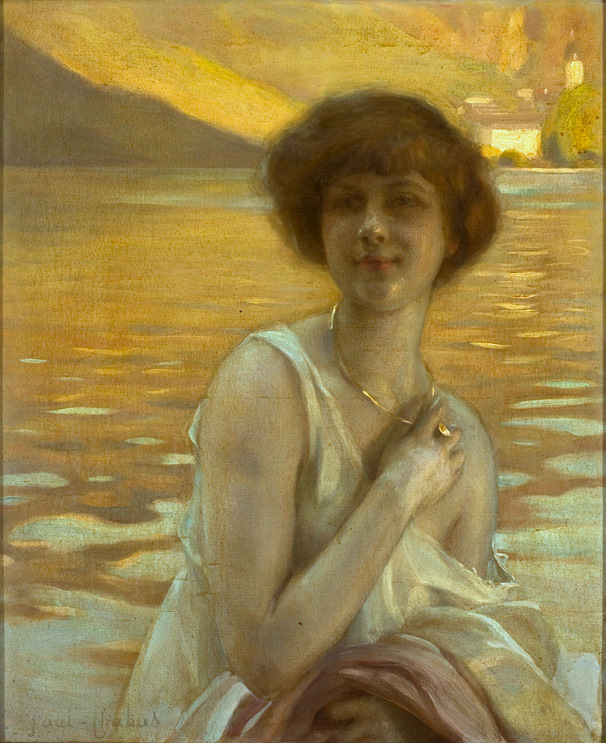
Леді
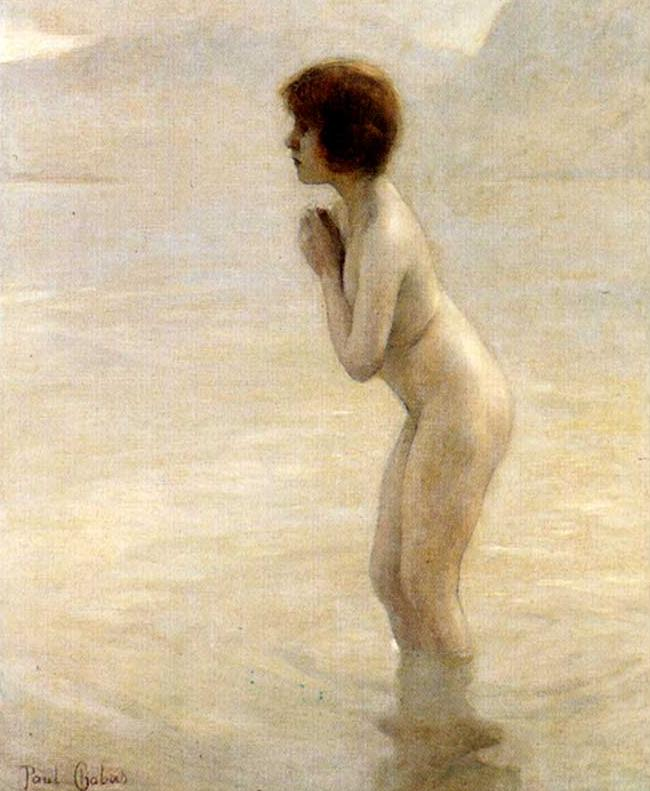
Bruma Matinale
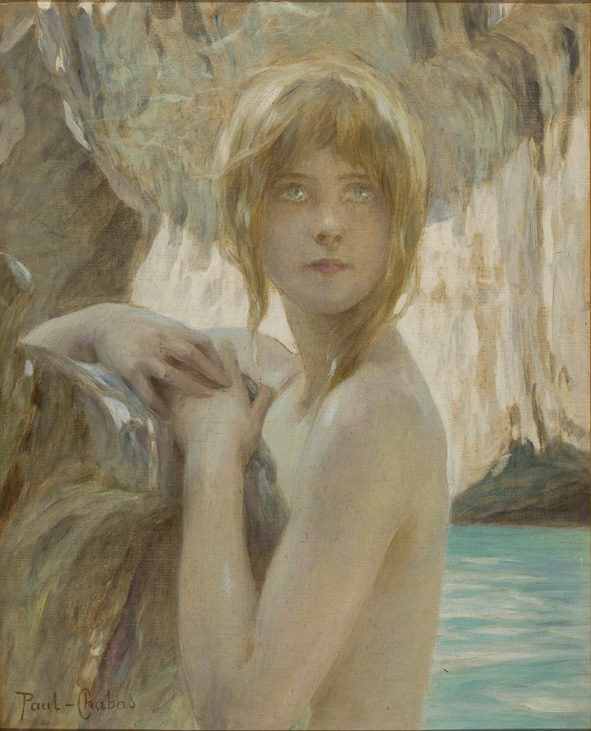
Ninfa Loira
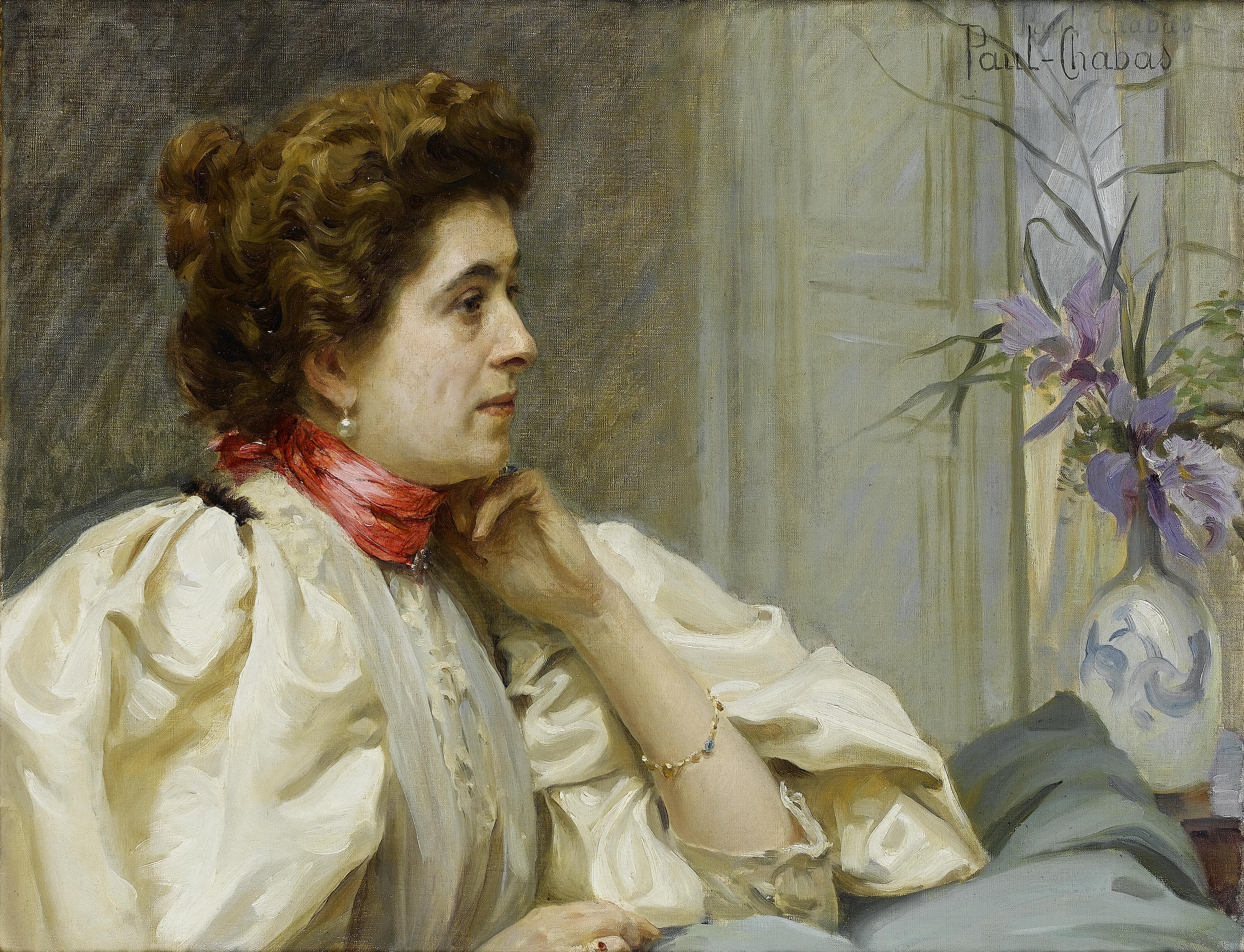
Portrait d'une dame avec un foulard rouge або Портрет жінки з червоним шарфом
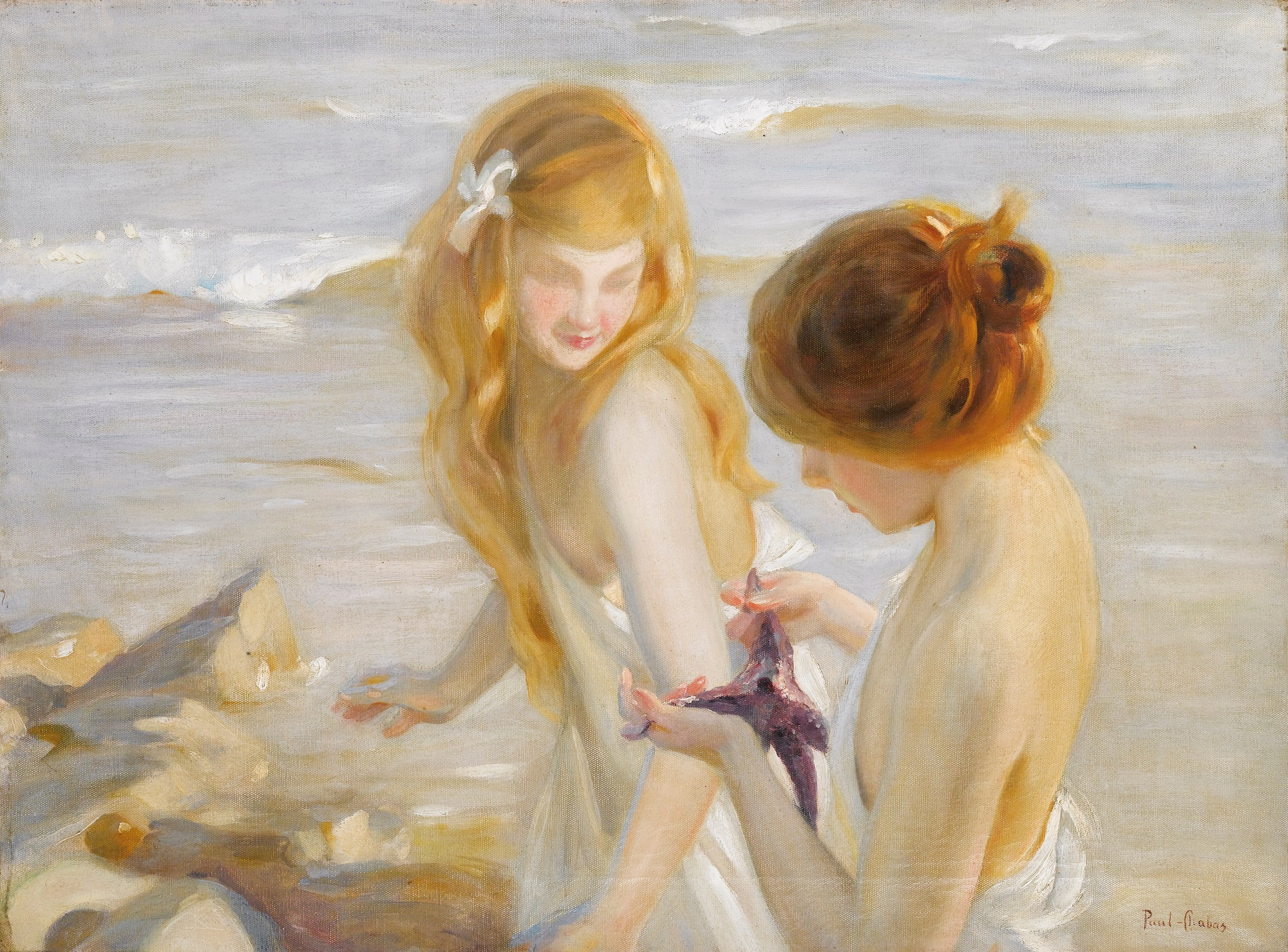
Deux jeunes Filles à l'Étoile de Mer
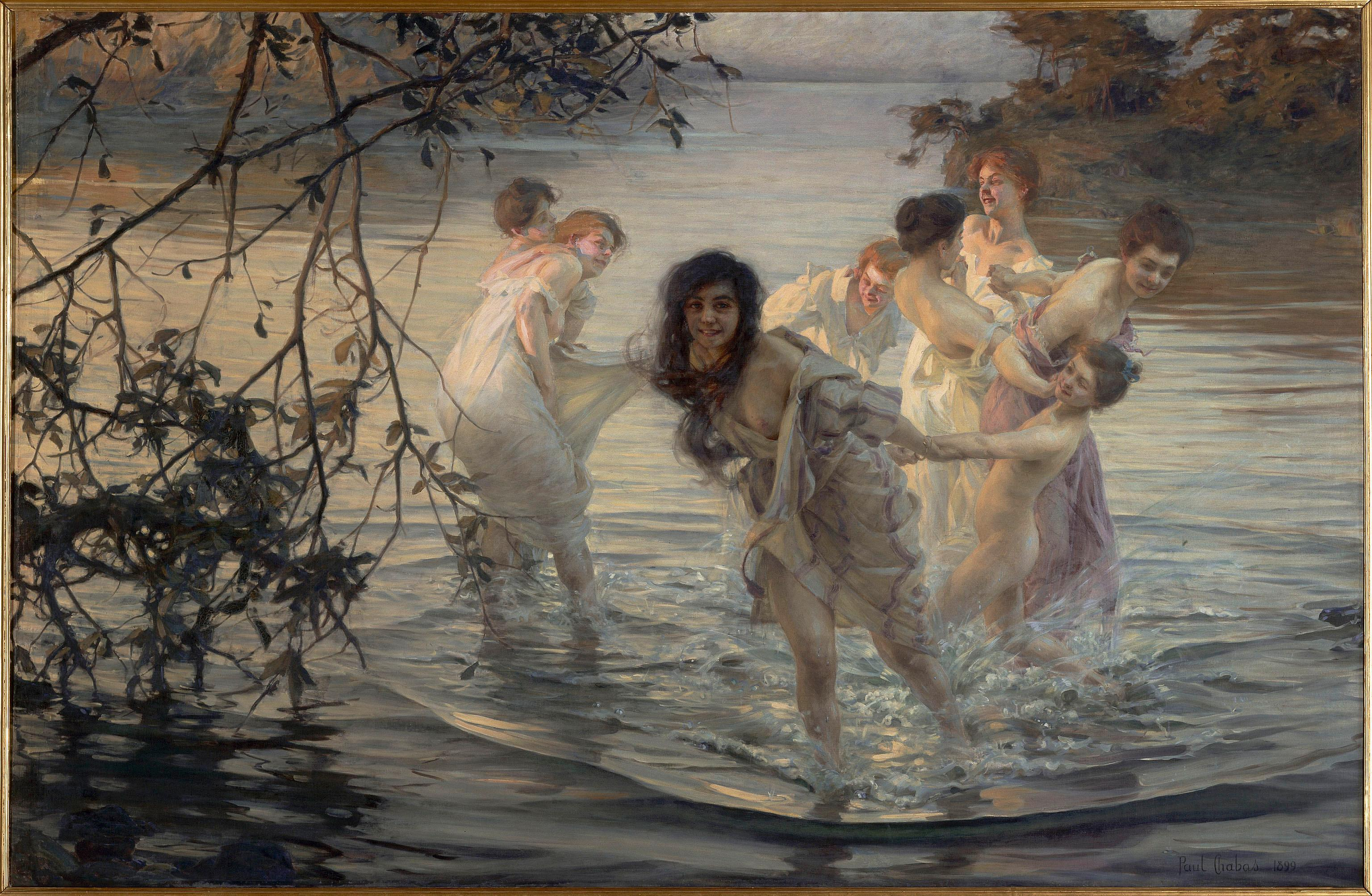
Les nymphes de danse